# Тандура Володимир Миколайович
Тандура Володимир Миколайович (25 липня 1951, село Журавка Варвинського району Чернігівської області — †20 вересня 2013 м.Чернігів) — політик, педагог, Заслужений працівник освіти України, відмінник освіти України, ректор Чернігівського обласного інституту післядипломної педагогічної освіти імені К. Д. Ушинського.

## Біографія

### Освіта
У 1977 р. закінчив факультет міжнародних відносин та міжнародного права Київського державного університету імені Т. Г. Шевченка.

### Педагогічна діяльність
Деякий час працював лектором Варвинського райкому Компартії України. Протягом 1978–1981 рр. навчався в аспірантурі при кафедрі історії міжнародних відносин і зовнішньої політики Київського державного університету імені Т. Г. Шевченка. У 1981–1982 рр. працював вчителем у Варвинській середній школі. З 1983 р. — асистент кафедри історії КПРС та наукового комунізму, з 1991 р. — асистент, старший викладач, доцент кафедри загальної історії Чернігівського педінституту імені Т. Г. Шевченка. Викладав історію міжнародних відносин. У 1991 р. в Київському державному університеті імені Т. Г. Шевченка захистив кандидатську дисертацію «Роль Сирії у розв'язанні близькосхідної проблеми (1967–1988 рр.)» (науковий керівник — доктор історичних наук, професор В. І. Волковинський). Очолював підготовче відділення Чернігівського педінституту імені Т. Г. Шевченка. З 1997 р. керував Інститутом післядипломної освіти Чернігівського педуніверситету імені Т. Г. Шевченка. У 2000–2005 рр. — директор філіалу Національної фармацевтичної академії при Чернігівському педуніверситеті імені Т. Г. Шевченка. З 2007 по 2010 роки працював першим проректором з науково-педагогічної роботи ЧДТУ ім. Т. Г. Шевченка. У 2010 році очолив Чернігівський обласний інститут підвищення педагогічної освіти ім. К. Д. Ушинського.
Відмінник освіти України (2001). Заслужений працівник освіти України.

### Політична діяльність
Депутат Чернігівської обласної ради п'ятого і шостого скликань фракції Партії регіонів.

## Науковий доробок
Автор 25 наукових праць.[джерело?]